# Nowonukutski
Nowonukutski (russisch Новонуку́тский) ist eine Siedlung (possjolok) in der Oblast Irkutsk in Russland mit 3434 Einwohnern (Stand 14. Oktober 2010).

## Geographie
Der Ort liegt knapp 200 km Luftlinie nordwestlich des Oblastverwaltungszentrums Irkutsk im nordöstlichen Vorland des Ostsajan. Er befindet sich am linken Ufer des Salari, der etwa 7 km nordöstlich in die Ungabucht (benannt nach der etwas weiter nördlich mündenden Unga) des Bratsker Stausees der Angara mündet.
Nowonukutski ist Verwaltungszentrum des Rajons Nukutski sowie Sitz und einzige Ortschaft des munizipalen Gebildes (Munizipalnoje obrasowanije) Nowonukutskoje mit dem Status einer   Landgemeinde (selskoje posselenije).

## Geschichte
Die Siedlung wurde 1958 im Zusammenhang mit der beginnenden Erschließung eines Gipsvorkommens gegründet. Es gehörte zu dem am 29. Januar 1938 gegründeten Nukutski rajon des Nationalkreises der Ust-Ordynsker Burjaten (ab 1977 Autonomer Kreis), dessen Verwaltungssitz sich zu diesem Zeitpunkt im 7 km nordöstlich gelegenen Dorf Nukuty befand. Der Ortsname bezieht sich auf die Bezeichnung Nukuty, mit dem russischen nowo- für „neu-“. Im Dezember 1962 wurde der Rajon jedoch aufgelöst und sein Territorium an den südlich benachbarten Alarski rajon mit Sitz im 40 km südlich gelegenen Kutulik angeschlossen. Am 3. April 1972 wurde der Nukutski rajon wieder ausgegliedert, nun mit Sitz in Nowonukutski, zumal Teile des früheren Rajonzentrums Nukuty mit der Füllung des Bratsker Stausees überflutet worden waren.

### Bevölkerungsentwicklung
| Jahr | Einwohner |
| ---- | --------- |
| 1979 | 1866      |
| 1989 | 3207      |
| 2002 | 3143      |
| 2010 | 3434      |

Anmerkung: Volkszählungsdaten

## Wirtschaft
Am Südrand der Siedlung befindet sich eine auf dem unmittelbar benachbarten Gipsvorkommen basierende Fabrik für Gipskartonplatten, die 2009 bis 2011 von der Knauf Gips Baikal errichtet wurde.

## Verkehr
Etwa 2 km nordwestlich an Nowonukutski vorbei verläuft die Regionalstraße 25N-009 (ehemals R420) von Salari nach Schigalowo an der Lena. Beim 20 km in südwestlicher Richtung entfernten Salari besteht Anschluss an die föderale Fernstraße R255 Sibir (ehemals M53) Nowosibirsk – Irkutsk; dort befindet sich auch an der Transsibirischen Eisenbahn die nächstgelegene Bahnstation. Von dort führt eine Güteranschlussstrecke zur Gipsgrube und -fabrik in Nowonukutski.